# Weibnitz
Weibnitz ist eine Ortschaft in der Marktgemeinde Wartmannstetten im Bezirk Neunkirchen in Niederösterreich. Die Ortschaft hat 32 Einwohner (Stand 1. Jänner 2024).

## Geografie
Am 1. April 2020 umfasste die Ortschaft 12 Adressen.

## Geschichte
Laut Adressbuch von Österreich waren im Jahr 1938 in Weibnitz einige Landwirte ansässig.